# Barbengo

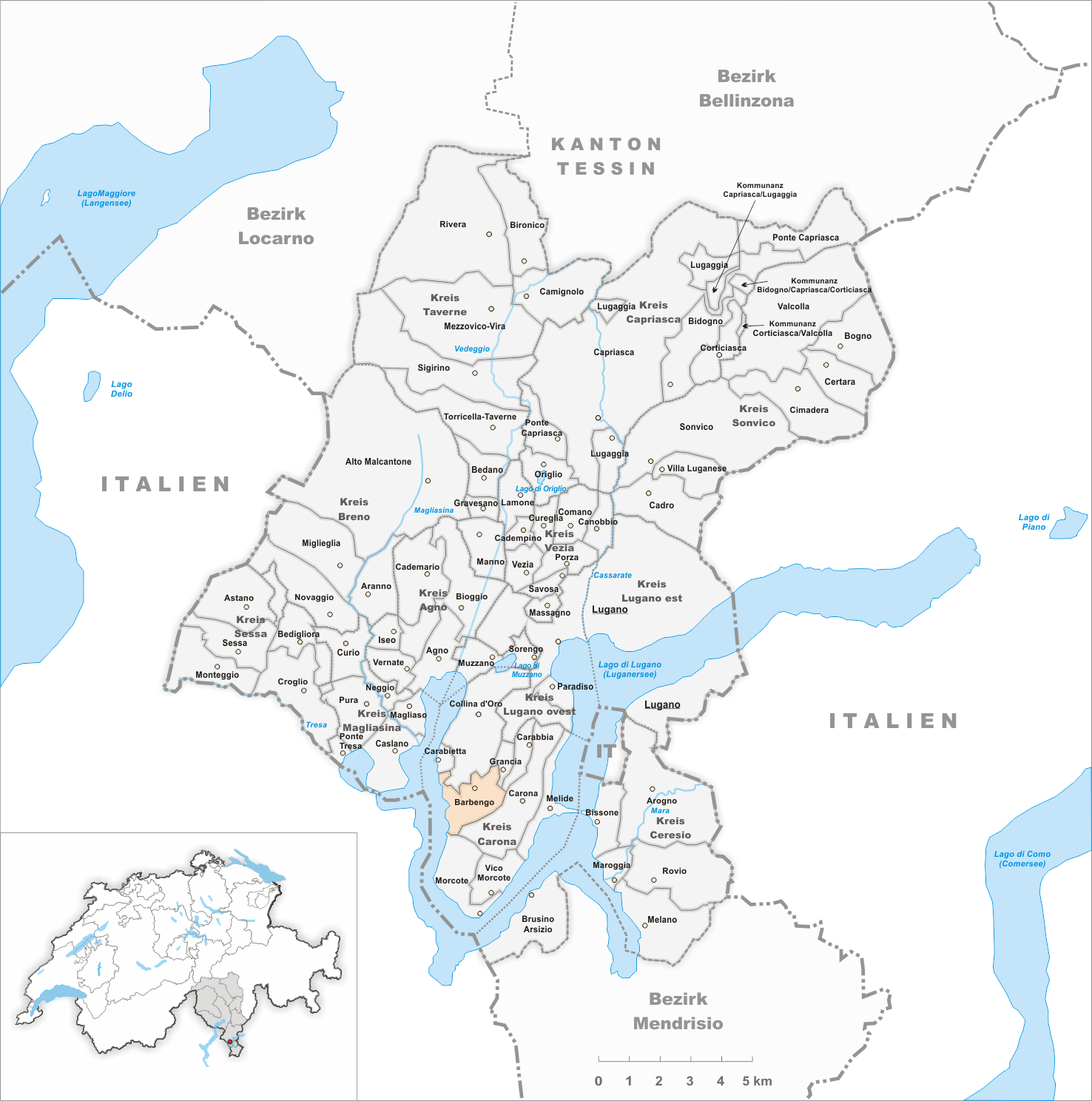
Gemeindestand vor der Fusion am 20. April 2008

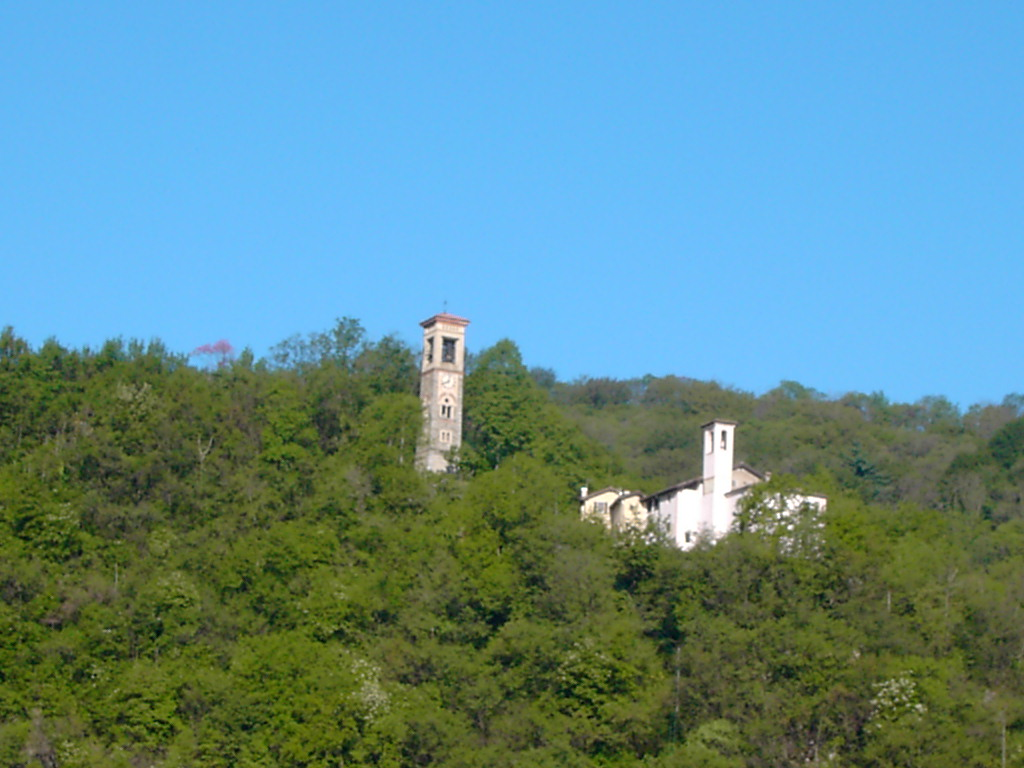
Pfarrkirche Sant’Ambrogio

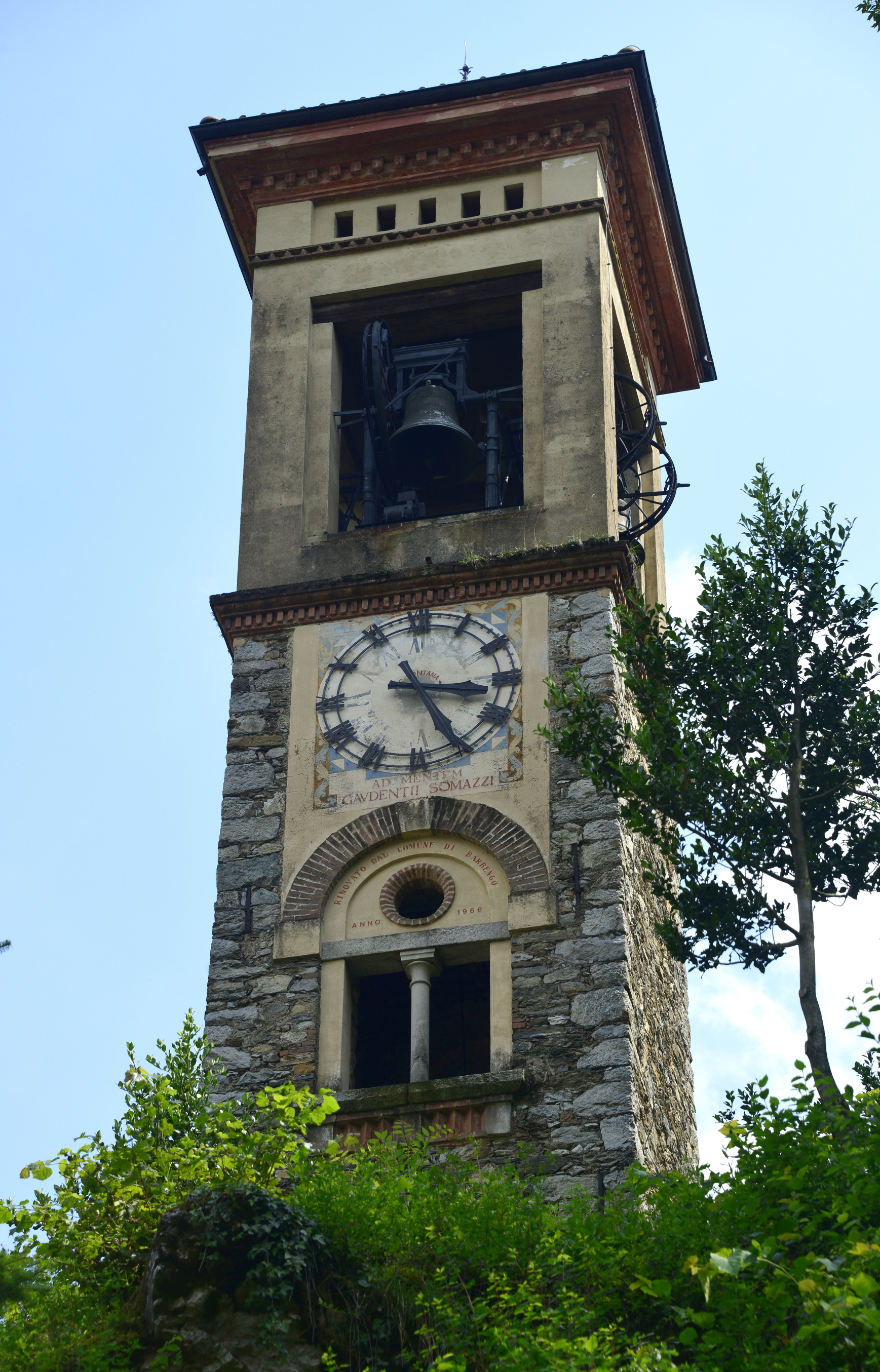
Glockenturm der Pfarrkirche Sant’Ambrogio

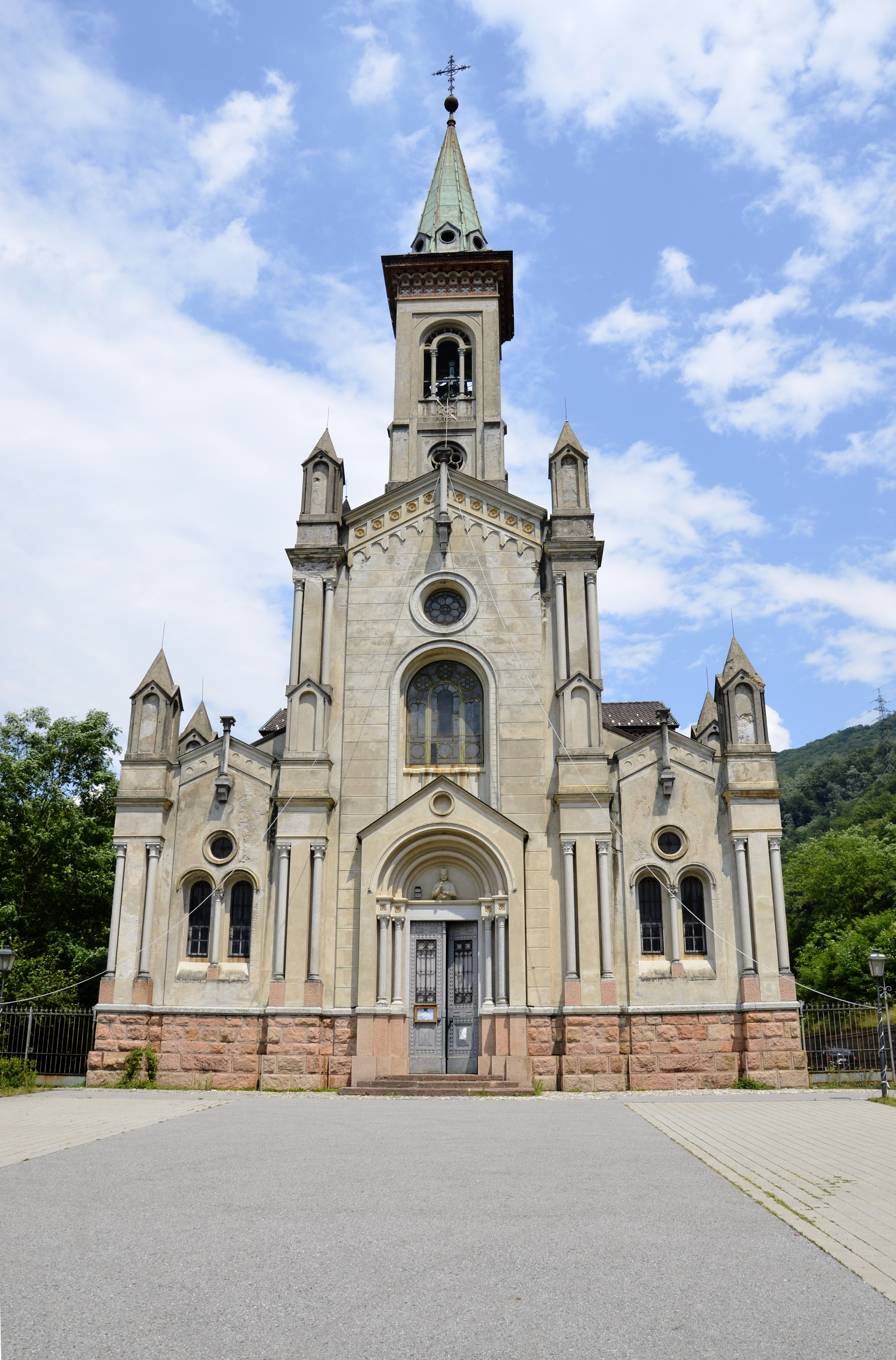
Kirche San Carlo Borromeo in Cernesio

Werner Friedli (Fotograf): Figino, historisches Luftbild (1964)

Barbengo ist ein Quartier der Stadt Lugano im Kreis Lugano West, im Bezirk Lugano des Kantons Tessin in der Schweiz.

## Geographie
Das Dorf Barbengo liegt auf 372 m ü. M. am Monte Croce über dem Talkessel Pian Scairolo etwa 7 km südwestlich von Lugano. Die mittlerweile grösstenteils zusammengewachsenen Ortsteile Cadepiano, Cernesio und Garaverio hingegen liegen am Bach Scairolo auf 279 m ü. M. Am Luganersee an der Gemeindegrenze zu Collina d’Oro liegen die Ortsteile Campagnore sowie Roncone und an der Mündung des Scairolo Figino (seit 1791) und Casoro.

## Geschichte
Der befestigte Turm bei Casoro (La Torrazza) diente in der römisch-byzantinischen Epoche vermutlich als Hochwacht, später als Standort einer langobardischen Garnison. Im Mittelalter war er wahrscheinlich mit einer Burg verbunden, die vielleicht den de Casoro gehörte und schon im 15. Jahrhundert zerfallen war (heute Ruine Castellaccio). Aufgeführt wird die Ortschaft mit Allodialgütern und bischöflichen Lehen auch im Inventar des Domkapitels von Como 1298; dasselbe Dokument erwähnt auch die Kirche Sant’Ambrogio, die zuerst zur Pfarrei San Pietro in Pambio gehörte und 1591 Unterpfarrei wurde
In Mittelalter bildete Barbengo mit Agra eine Vicinia Concilium de Agra et de Premona, die später Concilium de Agra et Barbencho geheissen wurde.
Zu Anfang des 20. Jahrhunderts hat man in den zwei Weilern Casoro und Cernesio römische Gräber aufgedeckt. Die Ambrosius-Kapelle wird im 15. Jahrhundert erwähnt. 1472 wurde Barbengo, das bisher kirchlich von Lugano abhängig war, zusammen mit San Pietro Pambio eine
selbständige Kirchgemeinde
Am 30. September 2007 stimmten die Stimmberechtigten von Barbengo, Carabbia und Villa Luganese der Eingemeindung dieser drei Gemeinden in die Stadt Lugano zu. Die ehemalige politische Gemeinde Barbengo gehört seit dem 20. April 2008 zu Lugano.

## Bevölkerungsentwicklung
Einwohnerzahlen: Volkszählungsdaten

## Sehenswürdigkeiten
Das Dorfbild ist im Inventar der schützenswerten Ortsbilder der Schweiz (ISOS) als schützenswertes Ortsbild der Schweiz von nationaler Bedeutung eingestuft.
- Pfarrkirche Sant’Ambrogio[8]
- Oratorium San Francesco d’Assisi[8]
- Kirche San Carlo im Ortsteil Cernesio[8]
- Wohnhaus Guidini[8]
- Wohnhaus Sciaredo[8]
- Alte Trotte[8]
- Schalenstein[8]
- Turmruine von Casoro[8]
- Zwei alte Roccoli (Jagdtürme)[8]

## Sport
- Football Club Ceresio Figino[9]